# Bülowové

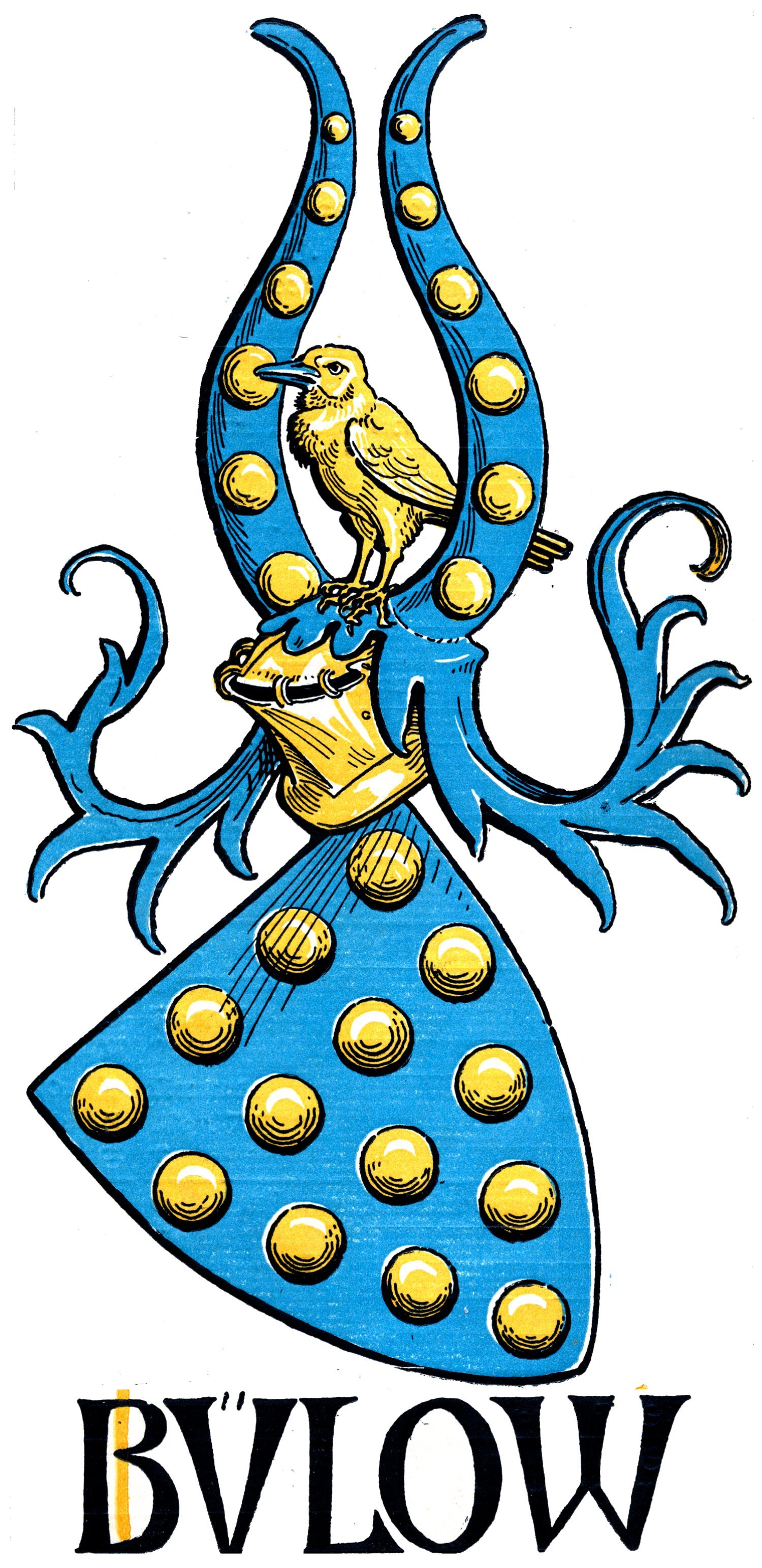
Erb Bülowů

Bülowové (německy (von) Bülow, ['by:lo:]) jsou německý šlechtický rod původem z Meklenburska.

## Historie

### Původ a rozšíření
Rod je poprvé doložený k roku 1229, kdy žil rytíř Godofridus de Bulowe. Jméno se odvozuje od původního sídla Bülow u Rehny v Meklenbursku, dnešní součásti Königsfeldu. V roce 1237 vybavil Gottfried nově založený klášter Rehna, který se nacházel poblíž jeho sídla, polnostmi. 
Rytíři a bratři Johann († před 1309) a Heinrich († 1267) založili dvě větve  A Wedendorf a B Gadebusch-Plüskow (Plüschow). Rodina se mezi lety 1382 až 1444 rozdělila do osmi linií, které jsou označeny podle tenkrát vlastněných majetků. Jedná se o: Wedendorf (v majetku rodiny od roku 1255 do roku 1679), Potremse (v majetku rodiny před rokem 1445 do poloviny 18. století), Simen (od cca. 1400 do poloviny 18. století), Radum (Groß Raden u Sternberg, kolem roku 1380–1669), Zibühl (od roku 1322), Gartow, Wehningen (od roku 1428) a Plüskow (zámek Plüschow, od roku 1450 do roku 1758). Rodina se rozšířila i mimo Německo. V současnosti má rod kolem 400 členů.
Nejvyšší šlechtické hodnosti dosáhl kancléř Bernhard von Bülow, který byl roku 1905 povýšen na pruského knížete. K dalším známým členům rodiny patří například pruský ministr zahraničí Heinrich von Bülow, maršálové Friedrich Wilhelm Bülow von Dennewitz a Karl von Bülow, dirigent Hans von Bülow nebo umělec Vicco von Bülow zvaný Loriot; a vedle nich pak celá řada diplomatů, úředníků, důstojníků, církevních hodnostářů, umělců a vědců.  